# Stygasellus phreaticus
Stygasellus phreaticus là một loài chân đều trong họ Asellidae. Loài này được Chappuis miêu tả khoa học năm 1943.